# J. Arthur Younger
Jesse Arthur Younger (ur. 11 kwietnia 1893 w Albany, zm. 20 czerwca 1967 w Waszyngtonie) – amerykański polityk, członek Partii Republikańskiej.

## Działalność polityczna
W okresie od 3 stycznia 1953 do 3 stycznia 1963 przez pięć kadencje był przedstawicielem 9. okręgu, a od 3 stycznia 1963 do śmierci 20 czerwca 1967 na początku trzeciej kadencji, był przedstawicielem 11. okręgu wyborczego w stanie Kalifornia w Izbie Reprezentantów Stanów Zjednoczonych.